# Manuel Rafael Gorjão
Manuel Rafael Gorjão Henriques ComNSC • GCNSC (Alenquer, Abrigada, 24 de Abril de 1846 — Guarda, Sé ou São Vicente, 22 de Setembro de 1918), mais conhecido apenas como Manuel Rafael Gorjão, foi um militar e político português com uma larga e importante carreira na administração colonial. Foi Ministro da Marinha e Ultramar (28 de Fevereiro de 1903 a 20 de Outubro de 1904) e Par do Reino por Carta Régia de D. Carlos I de Portugal de 21 de Dezembro de 1903.

## Biografia
Manuel Rafael Gorjão foi o segundo filho dos dez que tiveram Francisco Rafael Gorjão Henriques da Cunha Coimbra Botado e Serra (Lisboa, Santa Engrácia, 7 de Junho de 1823 - Alenquer, Abrigada, 20 de Maio de 1883) e de sua mulher (10 de Agosto de 1843) Maria Ana Isabel da Piedade Coutinho Pereira de Seabra e Sousa (Lisboa, São Sebastião da Pedreira, 6 de Junho de 1816 - Alenquer, Abrigada, 12 de Setembro de 1898), filha de Manuel da Piedade Coutinho Pereira de Seabra, o 1.º Visconde da Baía de juro e herdade e pai do 2.º Visconde de juro e herdade e 1.º Conde da Baía, neta paterna de José de Seabra da Silva, poderoso ministro dos reis D. José I de Portugal e D. Maria I de Portugal e D. Pedro III de Portugal, e neta materna do 1.º Conde de Rio Maior, este bisavô do 4.º Conde e 1.º Marquês de Rio Maior, pai do 1.º Conde de Alpedrinha, do 1.º Conde de Saldanha, 1.º Marquês de Saldanha e 1.º Duque de Saldanha (este pai do 1.º Conde de Almoster) e do 1.º Conde da Azinhaga. Foi herdeiro da casa dos Gorjão Henriques da Cunha Coimbra Botado e Serra, da Abrigada, por morte do seu irmão primogénito Duarte Rafael do Sacramento Maria da Piedade Gorjão Henriques da Cunha Coimbra Botado e Serra, nascido em Lisboa, São Sebastião da Pedreira, a 24 de Março de 1845 e falecido em Oeiras, Paço de Arcos, a 26 de Setembro de 1893.
Manuel Rafael Gorjão seguiu a carreira militar, tendo cursado os estudos preparatórios da Escola Politécnica de Lisboa (1863-1867), onde concluiu o curso geral a 26 de Outubro de 1867, e depois a Escola do Exército (1867-1870), na qual se formou em engenharia militar.
No desenvolvimento da sua carreia militar, foi promovido a alferes (27 de junho de 1860), a tenente (10 de outubro de 1866), capitão (4 de março de 1874), major (31 de outubro de 1884), tenente-coronel (4 de janeiro de 1888), coronel (13 de agosto de 1890), general de brigada (23 de fevereiro de 1898) e, finalmente, general de divisão (15 de junho de 1906). Passou à reforma, em resultado da implantação da República Portuguesa, a 5 de Outubro de 1910.
Como oficial da arma de engenharia, optou por uma carreira com uma forte componente de administração colonial, o que faria ele um dos militares africanistas que em muito influenciaram a política colonial portuguesa e o posicionamento diplomático de Portugal no contexto do rápido e complexo desenvolvimento do colonialismo europeu em África que, com o seu ponto mais marcante na Conferência de Berlim, ocorreu no último quartel do século XIX.
Iniciou a sua experiência colonial no exercício das funções de director das Obras Públicas de Cabo Verde, que iniciou a 8 de Março de 1874, e depois da Província de Angola, para onde foi transferido em 1876. Nestas últimas funções, colaborou no estudo da construção do Caminho-de-ferro de Ambaca, no Cuanza Norte.. Ainda nas funções de direcção das obras públicas esteve em serviço na ilha de São Tomé.
Foi nomeado governador de Manica e Sofala, então territórios concessionados à Companhia de Moçambique (1897-1899]), e depois governador da Companhia de Moçambique (1898-1900) e governador-geral de Moçambique entre Outubro de 1900 e Dezembro de 1902, cargo que lhe permitiu impulsionar as obras no porto de Lourenço Marques. Sendo governador-geral de Moçambique durante a Segunda Guerra Anglo-Boer, negociou o modus vivendi entre Moçambique e o Transvaal, assinado a 18 de Dezembro de 1901 em Lourenço Marques pelo governador-geral e pelo cônsul britânico, este último em representação de Alfred Milner, o verdadeiro obreiro do acordo. A assinatura desse entendimento valeu-lhe a atribuição, pelo rei Eduardo VII do Reino Unido, dum grau Militar Honorário da Honorabilíssima Ordem do Banho.
A sua carreira africana, e em particular o seu desempenho em Moçambique, valeu-lhe grande prestígio junto da classe política portuguesa, razão pela qual quando regressou a Lisboa, no posto de general de brigada, em princípios de 1903, foi feito ajudante-de-campo honorário do rei D. Carlos e teve entrada meteórica na vida política.
Ligado ao Partido Regenerador, poucos meses depois era nomeado Ministro da Marinha e do Ultramar, cargo que exerceu entre 23 de Fevereiro de 1903 e 20 de Outubro de 1904, no 51.º governo da Monarquia Constitucional, presidido por Ernesto Hintze Ribeiro. Neste governo, era visto como uma importante mais valia, emprestando ao executivo o prestígio «aureolado» da farda e da sua reputação de colonialista. Ainda durante este período, por carta régia de 31 de Dezembro de 1903, foi feito Par do Reino, ganhando assento na Câmara dos Pares, onde as suas intervenções se centraram em torno das questões coloniais.
Demitido o governo, voltou à sua carreira militar, sendo nomeado vogal da secção do Exército do Supremo Conselho de Defesa Nacional, comandante da 4.ª Divisão Militar e finalmente comandante da 1.ª Divisão Militar, a qual incluía a guarnição militar de Lisboa. Era comandante militar de Lisboa aquando da Revolução de 1910, tendo assumido uma postura de tentar negociar uma solução que evitasse um confronto sangrento. Essa postura, que acabou por contribuir para a vitória dos republicanos, foi largamente vituperada pelo campo monárquico.
Após a implantação da República foi passado à reforma, mas ainda assim jurou fidelidade ao novo regime. Após 1910 cessou a sua actividade política e militar e afastou-se da vida pública.
Foi agraciado com os graus de Comendador e grã-cruz da Real Ordem Militar de Nossa Senhora da Conceição de Vila Viçosa (655.°) (31 de dezembro de 1901).
Casou duas vezes, a primeira, na Quinta de Abrigada, em Abrigada, a 5 de janeiro de 1881, com sua prima-irmã Leonor Beatriz Maria da Conceição Ernestina de Mendonça Coutinho de Saldanha e Daun, nascida em Lisboa, São Paulo, 13 de Fevereiro de 1861, filha de José Maria Camilo de Mendonça, 1.º Visconde da Abrigada, e de sua mulher Maria Leonor Ernestina Coutinho de Seabra de Saldanha e Daun. Enviuvou a 6 de agosto de 1891 e casou a segunda vez, em Lisboa, São Vicente de Fora, a 12 de maio de 1897, com Feliciana de Portugal da Silveira Lobo de Vasconcelos (Guarda, Faia, 9 de Fevereiro de 1862 - Lisboa, São Mamede, 10 de Dezembro de 1954), filha de José Maria Lobo de Vasconcelos Correia de Lacerda Lebrim (Guarda, Faia, 1 de Outubro de 1831 - Guarda, Faia, Quinta da Ponte, 12 de Outubro de 1880), parente do 1.º Visconde de Beirós e 1.º Conde de Beirós, e de sua mulher Ana Augusta Ribeiro Saraiva de Portugal da Silveira (Manteigas, 29 de Dezembro de 1822 - 19 de Janeiro de 1896). Teve filhos de ambos os casamentos, tendo-se extinto apenas a geração do segundo casamento.